# Абаджян Валерій Аршалуйсович
Абаджян Валерій Аршалуйсович (рос. Абаджян Валерий Аршалуйсович; 23 січня 1958) — радянський боксер.

## Аматорська кар'єра
Народився у місті Куляб Таджицької РСР. З 10 років проживає у місті Воронеж.
У дитинстві займався легкою атлетикою і ігровими видами спорту. Боксом почав займатися досить пізно — у віці 17 років, за вісім місяців до призову до армії. З 1976 по 1978 роки проходив термінову військову службу в Радянській Армії. Після закінчення терміну військової служби став інструктором спортивного товариства «Зеніт». З початку 1980-их років входив до складу збірної СРСР.
На Кубку світу 1981 переміг Петара Стоіменова (Болгарія) і Джонні Кіза (США), завоювавши золоту медаль.
На чемпіонаті світу 1982 переміг Абделькабара Кіссі (Марокко) і програв майбутньому чемпіону Тайреллу Біггсу (США).
Того ж року, здобувши п'ять перемог, у тому числі над В'ячеславом Яковлєвим у фіналі, став абсолютним чемпіоном СРСР.
1983 та 1984 року став чемпіоном СРСР. Через бойкот Олімпійських ігор 1984 представниками з соціалістичних країн пропустив Олімпіаду 1984 і завоював срібну медаль на альтернативних змаганнях Дружба-84, здобувши перемоги над Ференцом Сомоді (Угорщина) та Петаром Стоіменовим (Болгарія) і програвши у фіналі Теофіло Стівенсону (Куба).
1985 року втретє став чемпіоном СРСР. На чемпіонаті СРСР 1986 року був другим, а 1987 — третім, двічі поступившись Олександру Мірошниченко, після чого завершив кар'єру.